# Карен Уленбек
Карен Кескалла, у шлюбі Кескалла Уленбек (англ. Karen Keskulla Uhlenbeck)— американська професорка-математик, яка працює над рівняннями з частковими похідними, варіаційним численням, геометричним аналізом і диференціальною геометрією. 2019 року стала першою жінкою, яка здобула премію Абеля.
Член Національної академії наук США (1986), відзначена Національною науковою медаллю США (2000), а також Премією Лероя П. Стіла за плідний внесок у дослідження (2007).

## Біографія
Карен Кескалла народилась у Клівленді (Огайо) в 1942 році першою дитиною в родині. Її батько Арнольд Кескалла був інженером, а мати Каролін Вінделер Кескалла — шкільною вчителькою і художницею. 
У 1960 році Карен отримала від Мічиганського університету стипендію для відмінників і поступила на фізичний факультет. У процесі навчання, однак, з'ясувалося, що їй більше подобається математика, а з лабораторною роботою вона справляється погано, і вона перейшла на математичне відділення. Ступінь бакалавра отримала в 1964.
У 1965 одружилася з біофізиком Олке Уленбеком — сина відомого фізика Джорджа Уленбека. Спочатку не планувала продовжувати навчання, отримавши стипендії від Національного наукового фонду і Фонду Вудро Вільсона, у результаті вступила на другу ступінь у Курантовський інститут у Нью-Йорку, а після одруження перевелася в Брандейський університет, щоб бути ближче до чоловіка, який навчався в Гарварді. Докторську дисертацію захистила в Брандейс в 1968 році за темою «Варіаційне числення та глобальний аналіз».
У перший рік після закінчення докторату Уленбек викладала за контрактом у Массачусетському технологічному інституті, потім отримала дворічний контракт у Каліфорнійському університеті в Берклі. Після цього їй запропонували постійну ставку в Іллінойському університеті в Урбані-Шампейн. Олке, розуміючи, що нічого кращого його дружині в престижніших вишах не запропонують, погодився піти за нею. Однак, попри це, статус жінок-науковиць у той час був таким невизначеним, що Карен Уленбек багато в чому, як і раніше, сприймалася як дружина професора, а не професор з огляду на власні заслуги. Через кілька років їхній шлюб розпався, після чого науковиця змінила місце роботи, перебравшись до Іллінойського університету у Чикаго.
У Чикаго Уленбек вперше змогла співпрацювати з іншою жінкою-математиком, Вірою Плессі. Перехід у Чикаго ознаменував перелом у її науковій кар'єрі. Вона пропрацювала там 7 років, за цей час також встигнувши побувати запрошеною викладачкою в Берклі, Прінстонському Інституті перспективних досліджень та Гарварді. У Прінстоні Уленбек працювала в області диференціальної геометрії, співпрацюючи з Ріком Шоном. 1982 року вона отримала стипендію Мак-Артура, відому як «премія для геніїв», в 1985 році обрана в Американську академію мистецтв і наук. 1986 року, у віці 44 років, стала першою на той момент жінкою-математиком, обраною в Національну академію наук США (до обрання в академію двох наступних жінок пройшло понад 10 років). У резолюції про прийняття Уленбек в академію відзначалися її заслуги в застосуванні передових аналітичних методів у варіаційному численні й нелінійних диференціальних рівняннях у частинних похідних до досліджень математичної структури калібрувальної інваріантності в сучасній фізиці. Її роботи послужили відправною точкою для Кліффорда Таубеса і Саймона Доналдсона — останній за їхній розвиток був у 1986 році нагороджений Філдсівською премією.
З 1987 року Уленбек викладала в Техаському університеті в Остіні, де очолювала кафедру математики й налагодила тісну співпрацю з Нобелівським лауреатом з фізики Стівеном Вайнбергом. 1990 року вона стала другою жінкою в історії, якій було довірено ведення лекції на пленарному засіданні Міжнародного конгресу математиків (після Еммі Нетер, що отримала це право в 1932 році).
У 1991 Уленбек разом з математиками Гербертом Клеменсом і Даном Фрідом стала співзасновницею Park City Mathematics Institute (PCMI). 2000 року її відзначено Національною науковою медаллю США, а у 2007 році — Премією Стіла за епохальний внесок у науку від Американського математичного товариства — цією нагородою було відзначено дві її праці з аналітичних аспектів калібрувальної інваріантності, виданих в 1982 році. З 2008 року Уленбек — почесний член Лондонського математичного товариства. 
У 2019 Карен Уленбек стала першою жінкою в історії, яка отримала Абелівської премію.

## Додаткова література
- Karen Uhlenbeck (1996). Coming to grips with success: a profile of Karen Uhlenbeck. Celebratio Mathematica. Архів оригіналу за 20 березня 2019. Процитовано 20 березня 2019.
- UT News, The University of Texas, Austin (2000). UT Austin mathematics professor wins National Medal of Science. Celebratio Mathematica. Архів оригіналу за 20 березня 2019. Процитовано 20 березня 2019.
- Clifford Henry Taubes (2018). Karen Uhlenbeck's contributions to gauge theoretic analysis. Celebratio Mathematica. Архів оригіналу за 20 березня 2019. Процитовано 20 березня 2019.
- Complete Bibliography. Celebratio Mathematica. Архів оригіналу за 20 березня 2019. Процитовано 20 березня 2019.
- Офіційний вебсайт Карен Уленбек [Архівовано 21 березня 2019 у Wayback Machine.]